# Chthonius pyrenaicus
Chthonius pyrenaicus är en spindeldjursart som beskrevs av Beier 1934. Chthonius pyrenaicus ingår i släktet Chthonius och familjen käkklokrypare. Inga underarter finns listade i Catalogue of Life.